# 古爾德城 (密歇根州)
古爾德城（英語：Gould City）是位於美國密歇根州麥基諾縣牛頓鎮區的一個非建制地區。

## 地理
古爾德城所處的海拔為高於海平面226米（即741英呎），而該地所採用的時區為UTC-5，即北美东部時區（EST）。同時該地設有夏令時間，為UTC-5調快一小時，即UTC-4（EDT）。